# North Fork of Roanoke AVA
North Fork of Roanoke AVA ist ein Weinanbaugebiet im US-Bundesstaat Virginia. Die Anerkennung als American Viticultural Area (AVA) erfolgte im Jahre 1983 und wurde 1987 erweitert. Angebaut werden unter anderen die Rebsorten Alicante Bouschet, Cabernet Franc, Cabernet Sauvignon, Chardonnay, Malbec, Merlot, Norton, Petit Verdot, Sangiovese, Syrah und Viognier.

## Lage
Das Gebiet im Südwesten des Bundesstaates Virginia erstreckt sich über eine Länge von rund 35 Kilometern über die Osthänge der Allegheny Mountains, einem Bergzug der Blue Ridge Mountains, in den Countys Roanoke und Montgomery und schließt einen Teil des Roanoke River Tals ein. Die Höhe über dem Meeresspiegel beträgt zwischen 360 und 670 Metern.

## Klima
Das Klima der Region ist ganzjährig feucht mit vorherrschenden Westwinden, die Winter meist sehr kalt mit gelegentlich plötzlich auftretenden Schneestürmen und Blizzards, während die Sommermonate üblicherweise warm und feucht bleiben.